# Poultonella
Poultonella Peckham & Peckham, 1909 è un genere di ragni appartenente alla famiglia Salticidae.

## Etimologia
Il nome del genere deriva probabilmente dal biologo ed evoluzionista britannico Poulton (1856-1943).

## Distribuzione
Le due specie oggi note di questo genere sono diffuse negli USA.

## Tassonomia
A maggio 2010, si compone di due specie:
- Poultonella alboimmaculata (Peckham & Peckham, 1883)[2] — USA
- Poultonella nuecesensis Cokendolpher & Horner, 1978 — USA